# Pi Canis Majoris
Désignations
Pi Canis Majoris (en abrégé π CMa) est une étoile binaire de la constellation australe du Grand Chien. Elle est visible à l'œil nu avec une magnitude apparente de +4,69. D'après la mesure de leurs parallaxes annuelles par le satellite Gaia, les deux étoiles du système sont distantes d'environ ∼ 97 a.l. (∼ 29,7 pc) de la Terre,.
Sa composante primaire, désignée π CMa A, est une étoile jaune-blanc de la séquence principale de type spectral F1,5 V. C'est une variable de type γ Doradus avec une fréquence de 11,10 cycles par jour (soit 2,16 heures par cycle) et avec une amplitude de 0,0025 en magnitude seulement. L'étoile est estimée être 1,32 fois plus massive que le Soleil et être âgée de 763 millions d'années. Elle est neuf fois plus lumineuse que le Soleil et sa température de surface est de 6 863 K. Elle montre un fort excès d'émission dans l'infrarouge à une longueur d'onde de 24 μm et un plus faible excès à 70 μm, ce qui indique la présence d'un disque de débris d'une température estimée à 188 K, et en orbite à une distance de 6,7 ua de l'étoile hôte.
Son compagnon, π CMa B, est une étoile de magnitude 9,6 qui est située à une distance angulaire de 11,6 secondes d'arc de la primaire en date de 2008. Leur séparation projetée est d'environ 339 ua.